# Rhyssella perfulva
Rhyssella perfulva är en stekelart som beskrevs av Porter 2002. Rhyssella perfulva ingår i släktet Rhyssella och familjen brokparasitsteklar. Inga underarter finns listade i Catalogue of Life.